# Reciclagem de aço
A reciclagem de aço é o reaproveitamento do aço utilizado em objetos que já não estão funcionando para produzir novos objetos.
O aço é utilizado em diversos materiais, desde latas até carros. Sua reciclagem é tão antiga quanto a própria história de sua utilização. O aço pode ser reciclado infinitas vezes, com custos menores e menos dispêndio de energia do que na sua criação inicial.
Ele pode ser separado de outros resíduos por diversos processos químico-industriais e voltar a ser utilizado sem perder suas características iniciais.
A lata de aço é uma das embalagens mais utilizadas em todo mundo para acondicionar alimentos e produtos diversos. A embalagem pode ser biodegradada pelo próprio ambiente, através do processo de oxidação, num prazo médio de três anos. Porém o aço, se aproveitado, pode gerar economias e menos agressão ao meio ambiente.

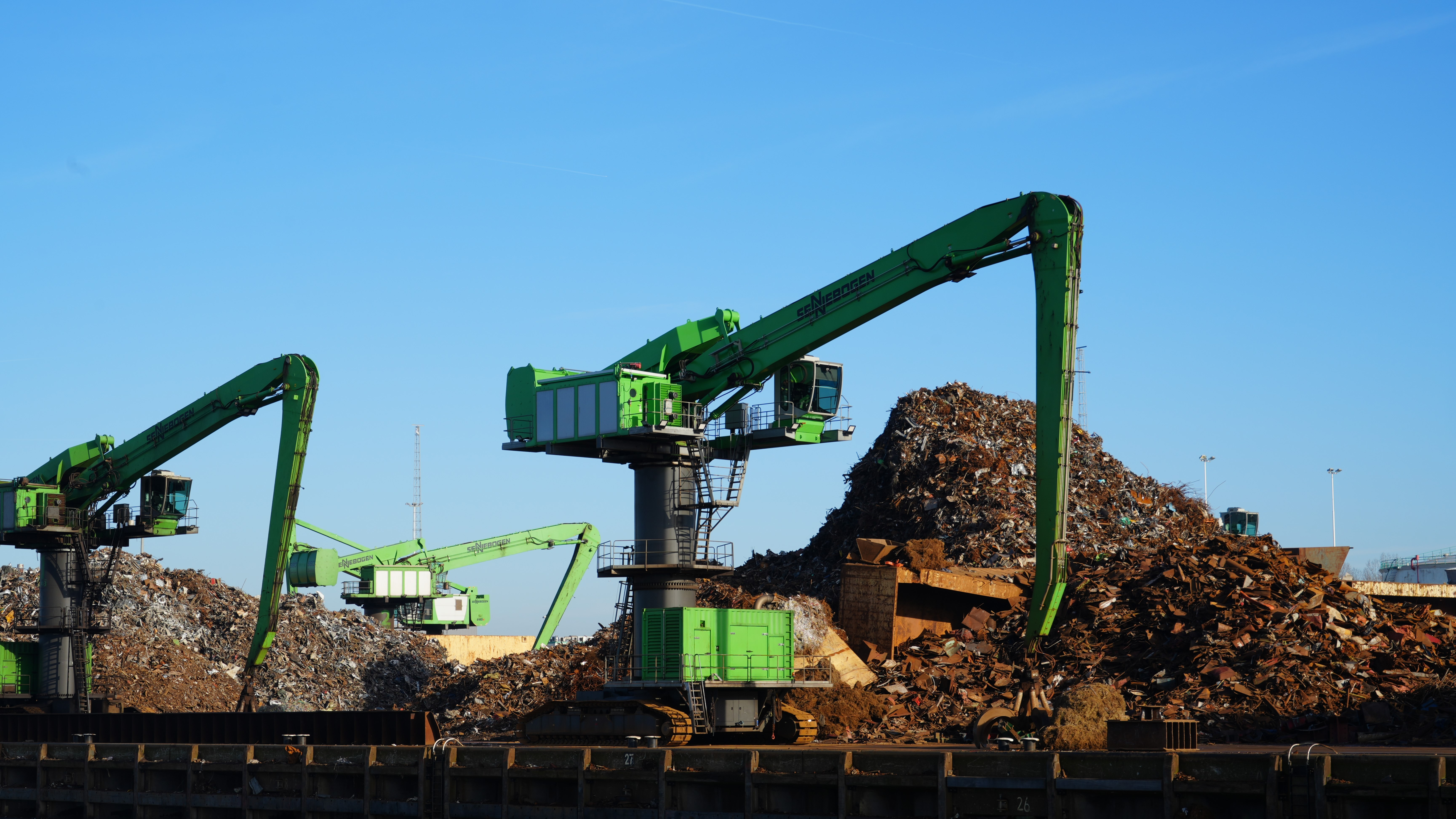
Reciclagem de metal

Além da reciclagem direta do aço, estudos mostram as vantagens da reciclagem de subprodutos da produção do aço como escória e carepas. A escória de aciaria é o principal resíduo gerado em grande quantidade durante a produção do aço no processo siderúrgico. Sua utilização principal é na fabricação de cimento e como material de base e sub-base para pavimentação de estradas e vias públicas.